# Kultura studencka
Kultura studencka – zbiór zjawisk związanych z aktywnością kulturalną młodzieży w trakcie studiów. 
Kultura studencka to zwykle amatorska działalność w dziedzinie poezji, piosenki, kabaretu i estrady, ale niektórzy jej wykonawcy kontynuują ją potem zawodowo. Wiążą się z nią także takie charakterystyczne zjawiska jak poezja śpiewana i masowa piesza turystyka górska. Jednymi z najsłynniejszych przykładów kultury studenckiej był Studencki Teatr Satyryków (STS), festiwale FAMA, PaKA, Bazuna i YAPA czy działalność klubu Hybrydy – teatru Hybrydy i kabaretu Hybrydy.
Czasem największej żywotności kultury studenckiej był okres PRL-u. Miała ona wtedy często wydźwięk polityczny. Po 1989 roku kultura studencka przeżywa kryzys, ponieważ aktywność współczesnej młodzieży akademickiej zaczęła się wiązać przede wszystkim z budowaniem kariery zawodowej. Nietypowym przykładem dynamiki kultury studenckiej z tego okresu jest Zielonogórskie Zagłębie Kabaretowe.